# Michael Emerson
Michael Emerson, född 7 september 1954 i Cedar Rapids, Iowa, är en amerikansk skådespelare känd bland annat från TV-serien Lost där han spelade Benjamin Linus. Han har även gjort många roller på teaterscenen.
Han är gift med skådespelaren Carrie Preston sedan 1998.

## Filmografi, i urval
- 1997 – The Journey
- 2000 – Advokaterna
- 2002 – Unfaithful
- 2004 – Saw
- 2004 – Straight-Jacket
- 2005 – 29th and Gay
- 2005 – The Inside (Tv-serie)
- 2005 – The Legend of Zorro
- 2006 - 2010 - Lost
- 2011 – Person of Interest (TV-serie)
- 2019 –  The name of the rose (TV-serie)